# Temple de Hoysaleśvara
Le Hoysaleśvara à Halebîd, en Inde est un double temple Hindou dédié à Shiva et à la déesse Pârvatî, construit au XIIe siècle par le souverain de la dynastie Hoysala Vishnuvardhana. Il est célèbre pour la finesse de ses sculptures.
Une stèle retrouvé à proximité du temple mentionne la donation, en 1121, de terrains pour l'entretenir. Sa construction, qui a duré près de 80 ans, est achevée sous le règne de Narasimha (1142-1173) comme l'indique une inscription sur le linteau de l'entrée sud. Il reste cependant incomplet. Les deux temples sont de plans comparables, en forme de croix, reliés entre eux, chacun étant gardé par un taureau (Nandi). Ils sont richement décorés de sculptures de dieux et de déesses, comme de scènes mythologiques tirées du Mahābhārata.
Il est inscrit au patrimoine mondial de l'UNESCO, au titre des « ensembles sacrés des Hoysala », lors de la 45ème session du Comité du patrimoine mondial qui s'est tenu à Riyad en 2023.

## Photographies

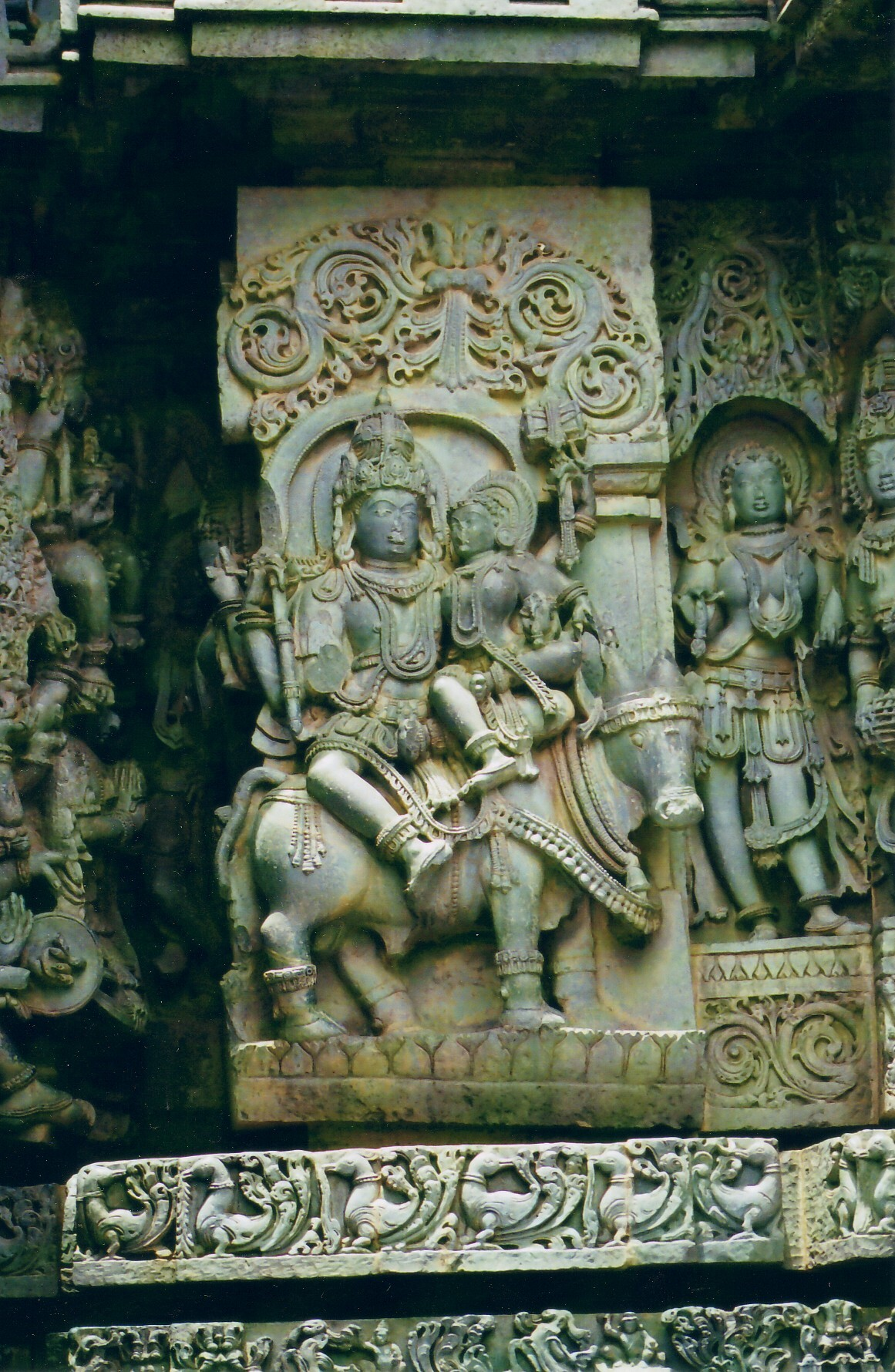
Statue de Shiva et Parvati sur le taureau Nandi
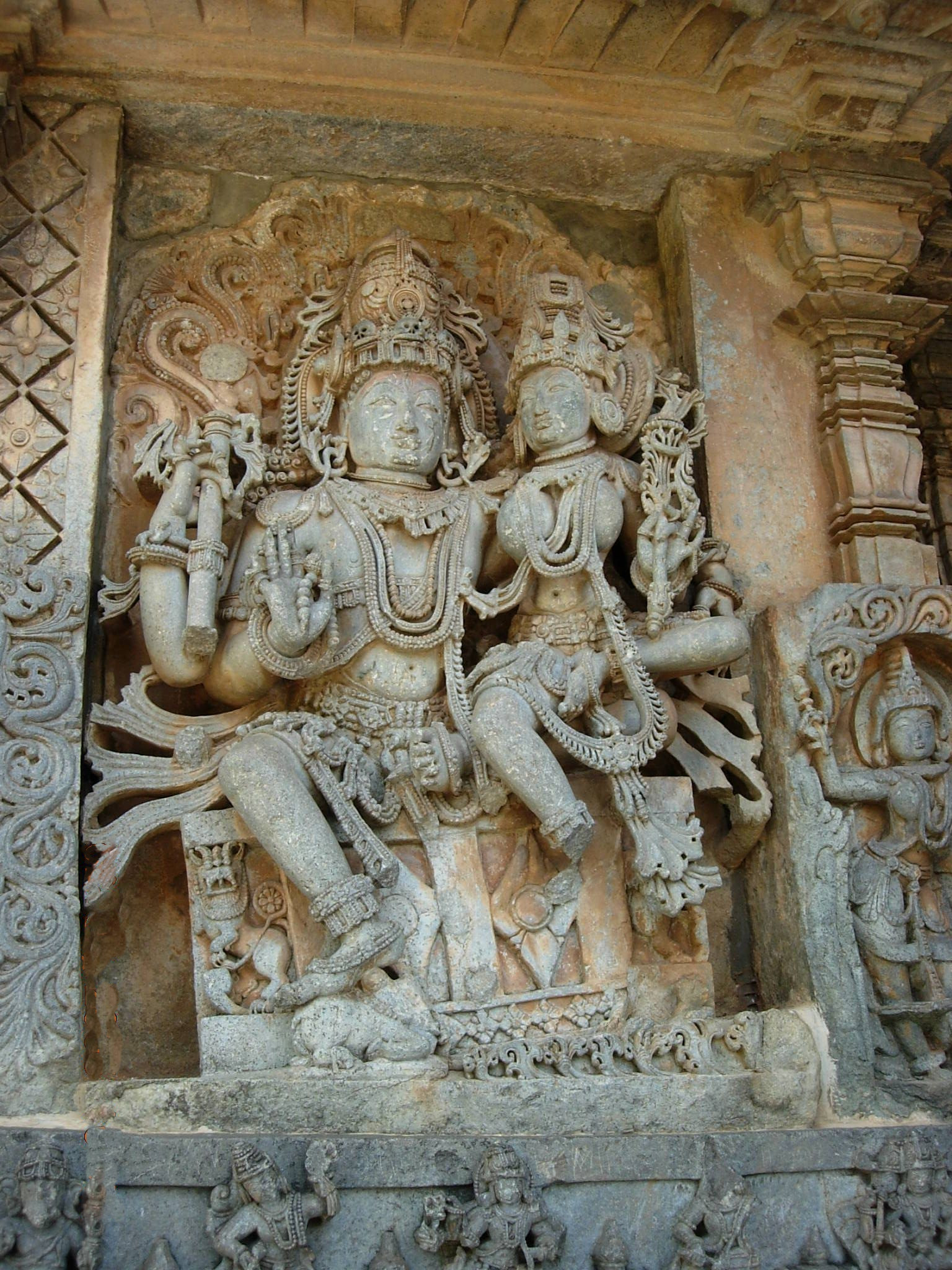
Shiva et Parvati
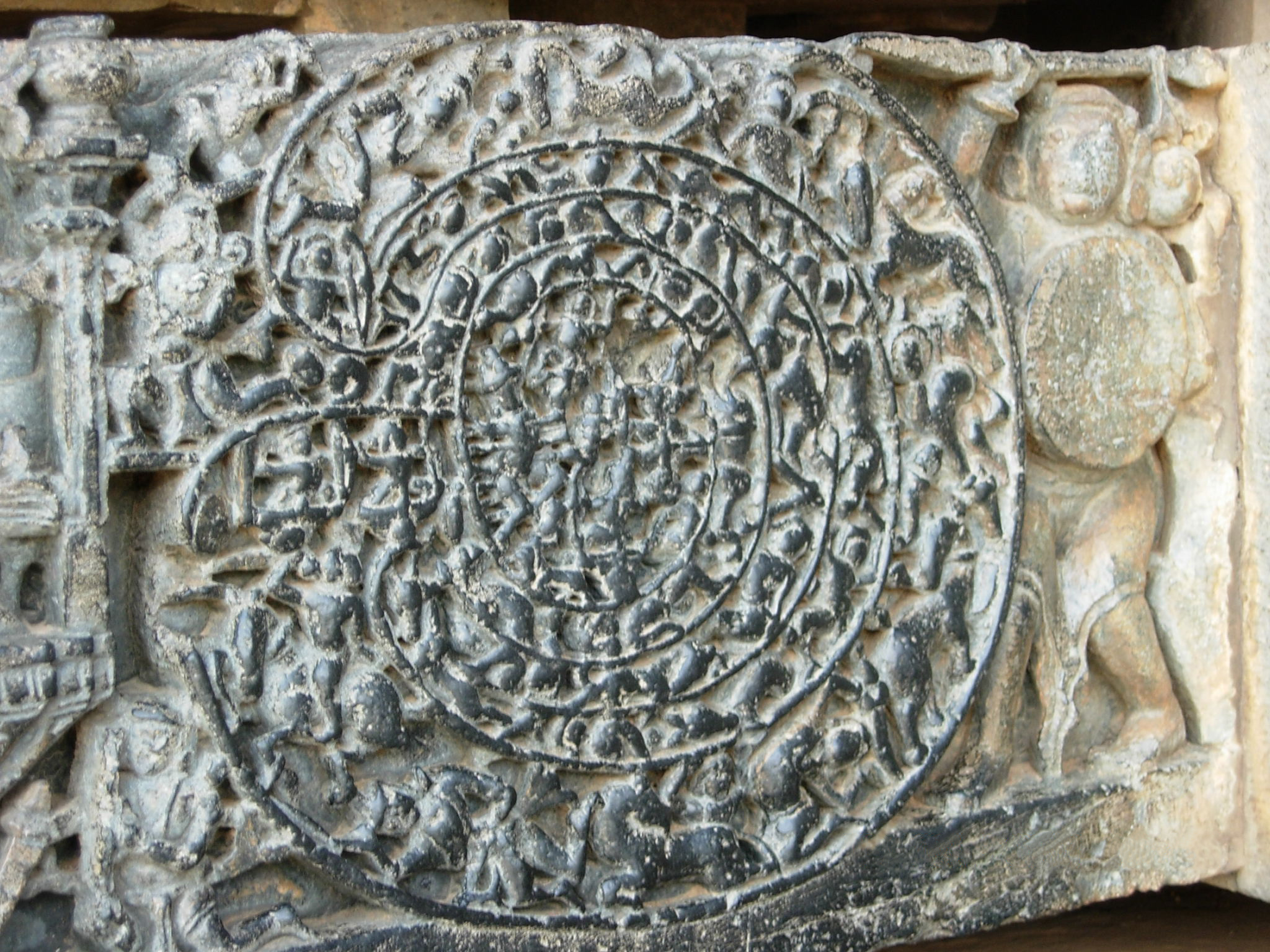
Chakravyuha (formation militaire en cercle)
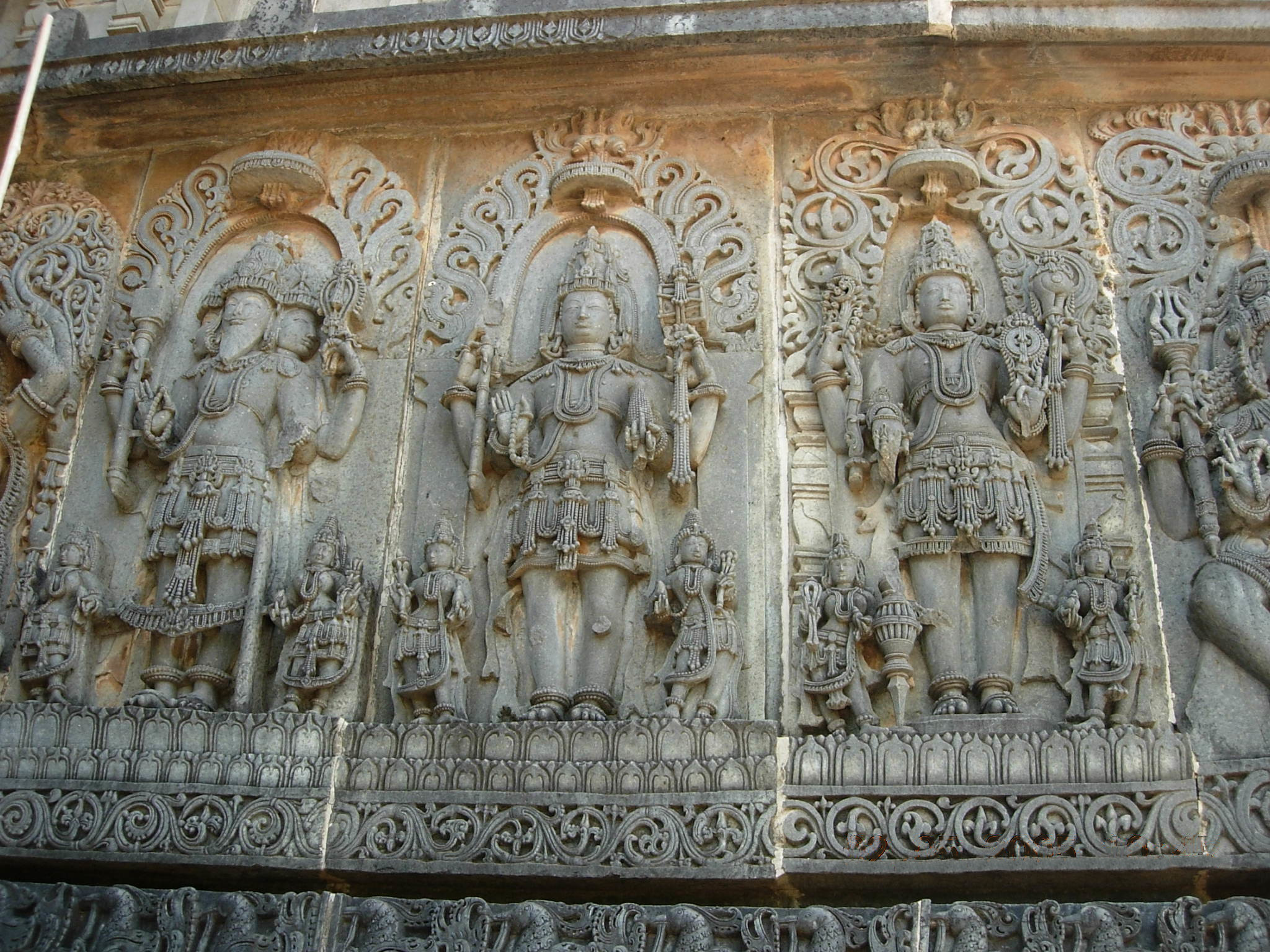
Brahmā, Shiva, Vishnu
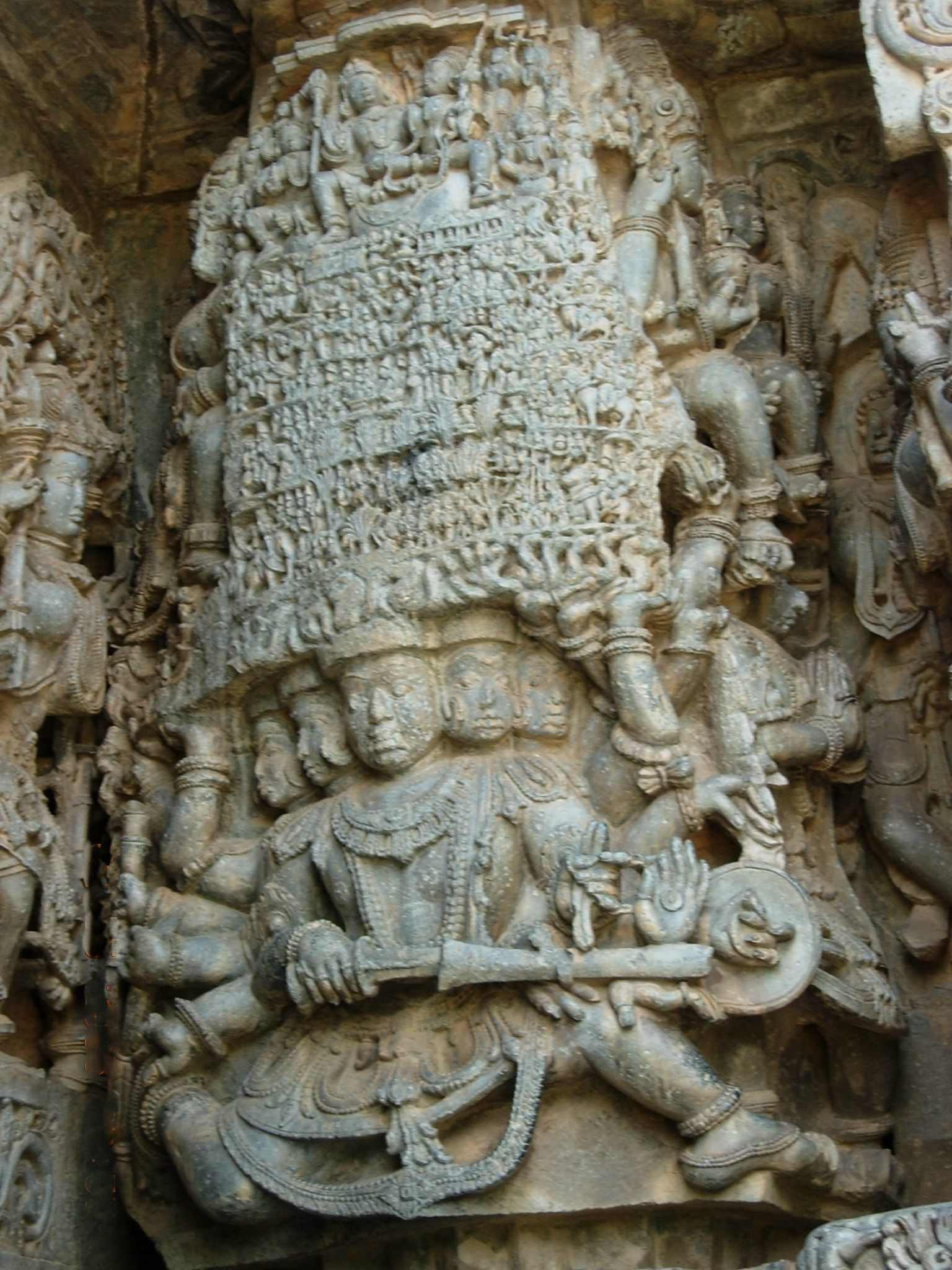
Ravananugraha
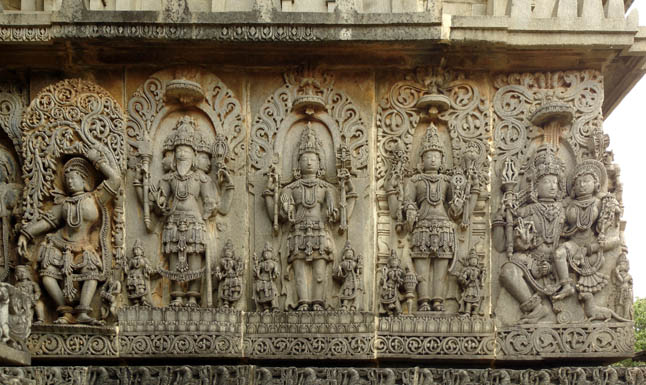
Divinités hindoues (de gauche à droite: Shalabhanjika, Brahma, Shiva, Vishnu, Shiva avec Parvati).
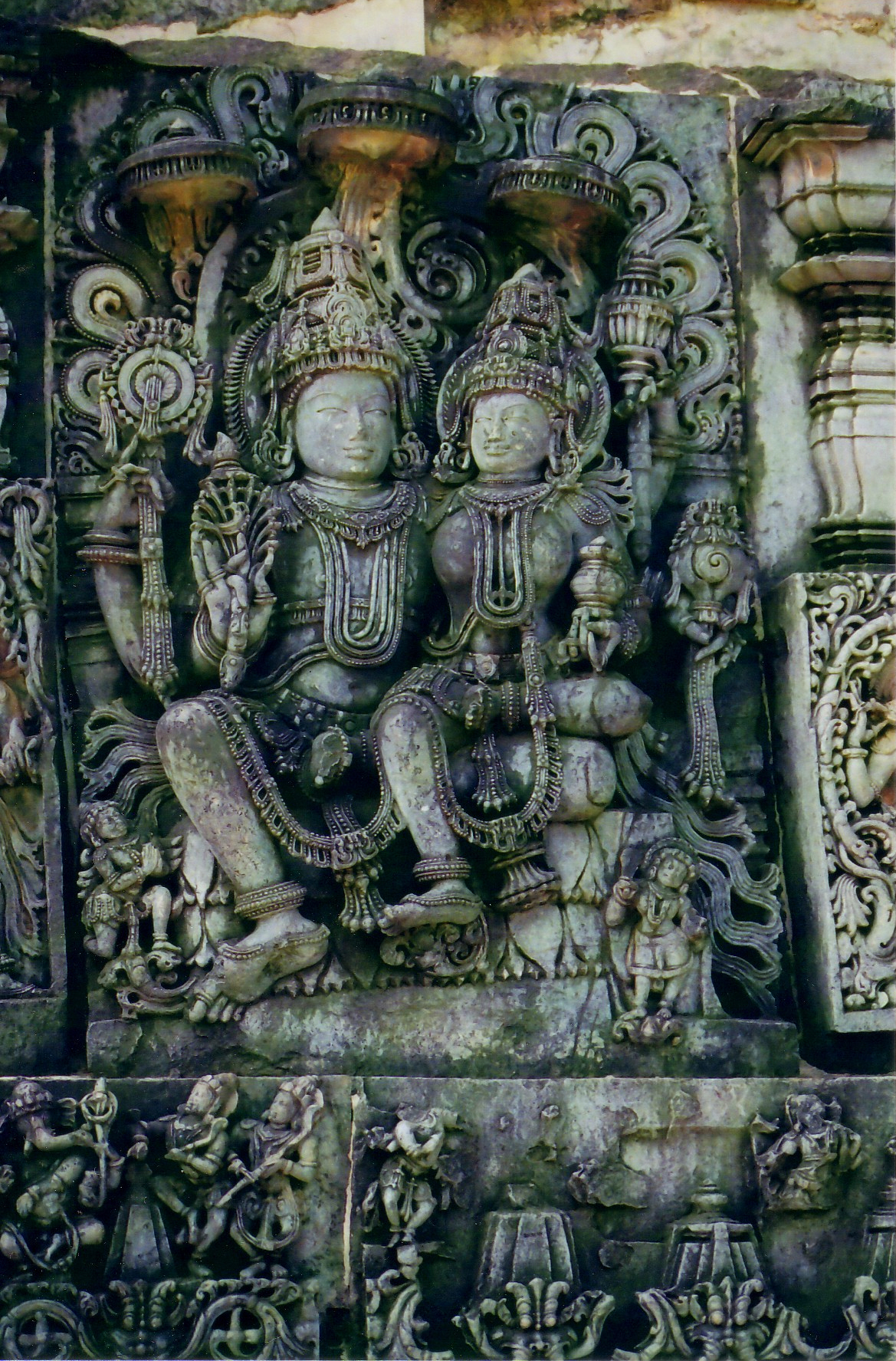
Lakshminarayana (Vishnu et Lakshmi)
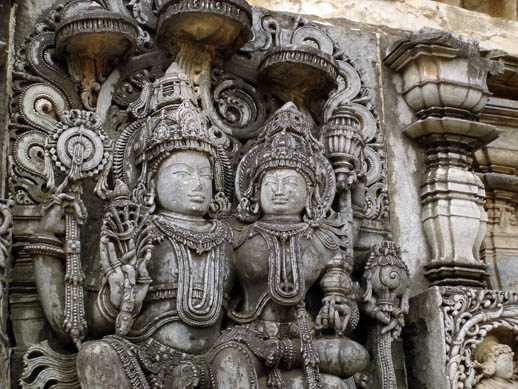
Lakshminarayana (Vishnu et Lakshmi, détail)
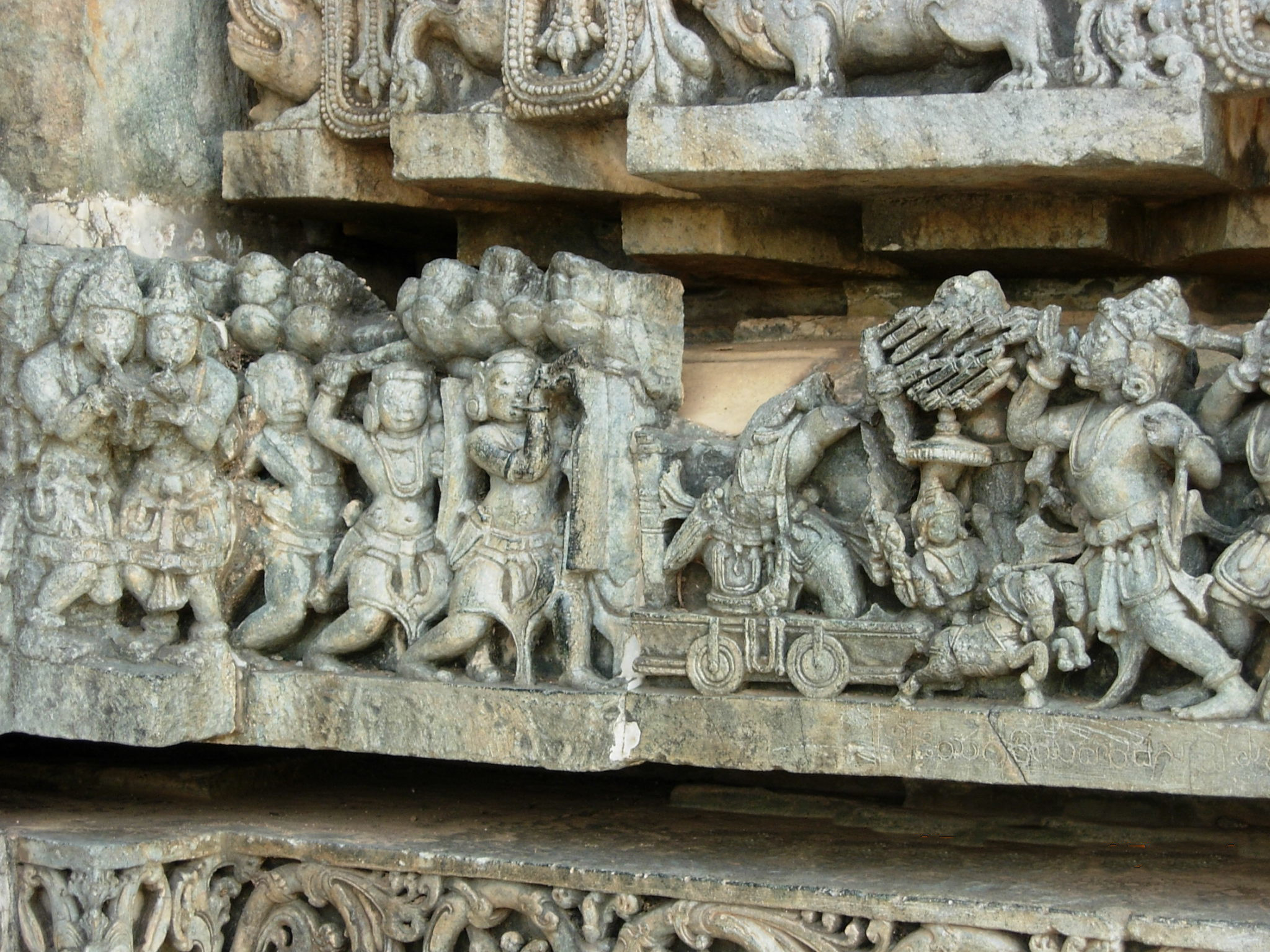
Guerriers
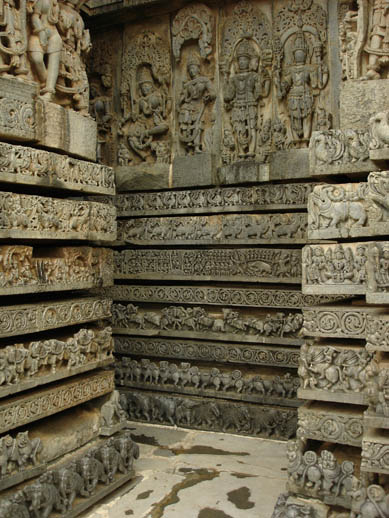
Frise sur les soubassements
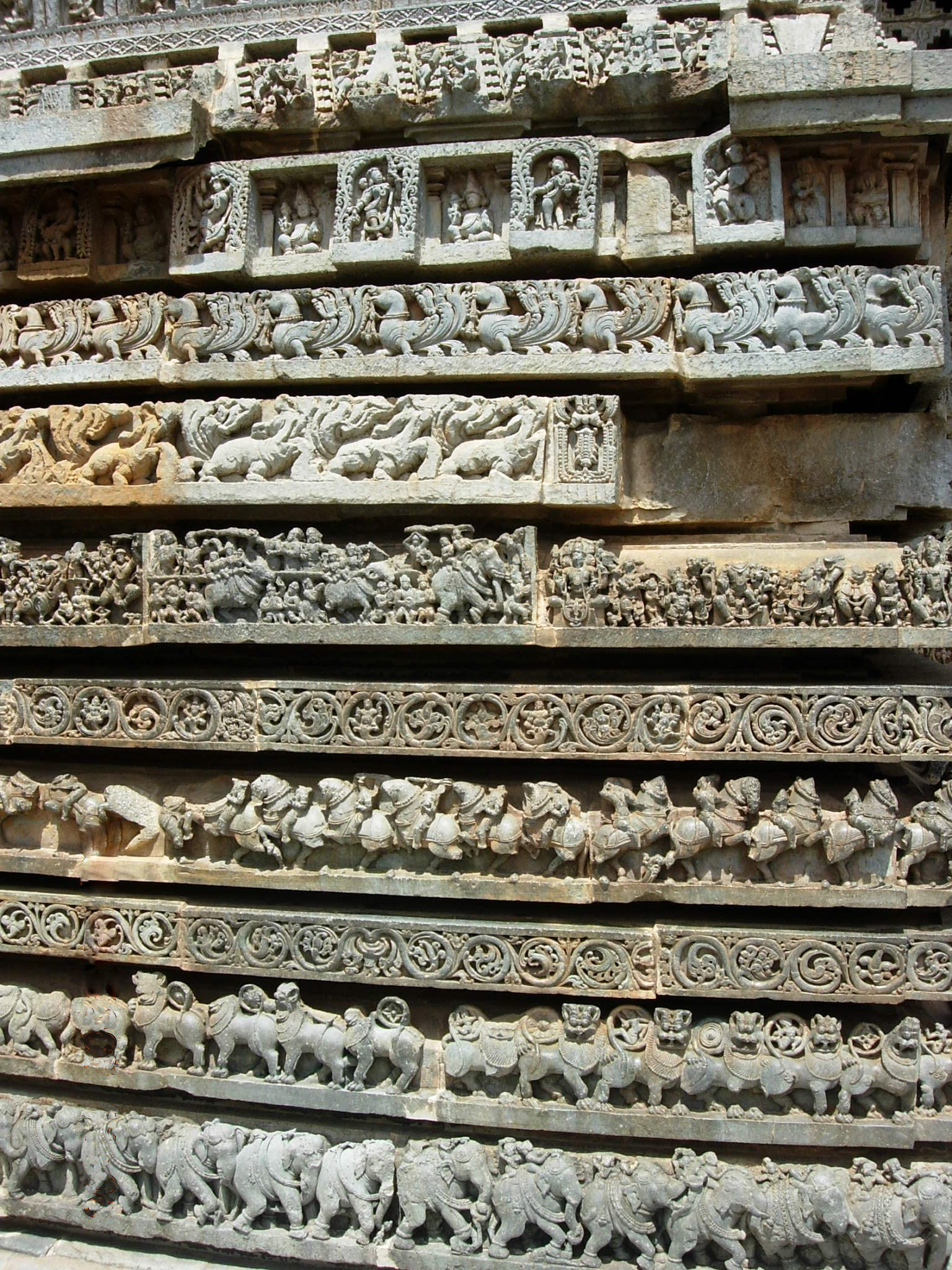
Frises d'animaux, représentant des scènes mythologiques à la base du temple
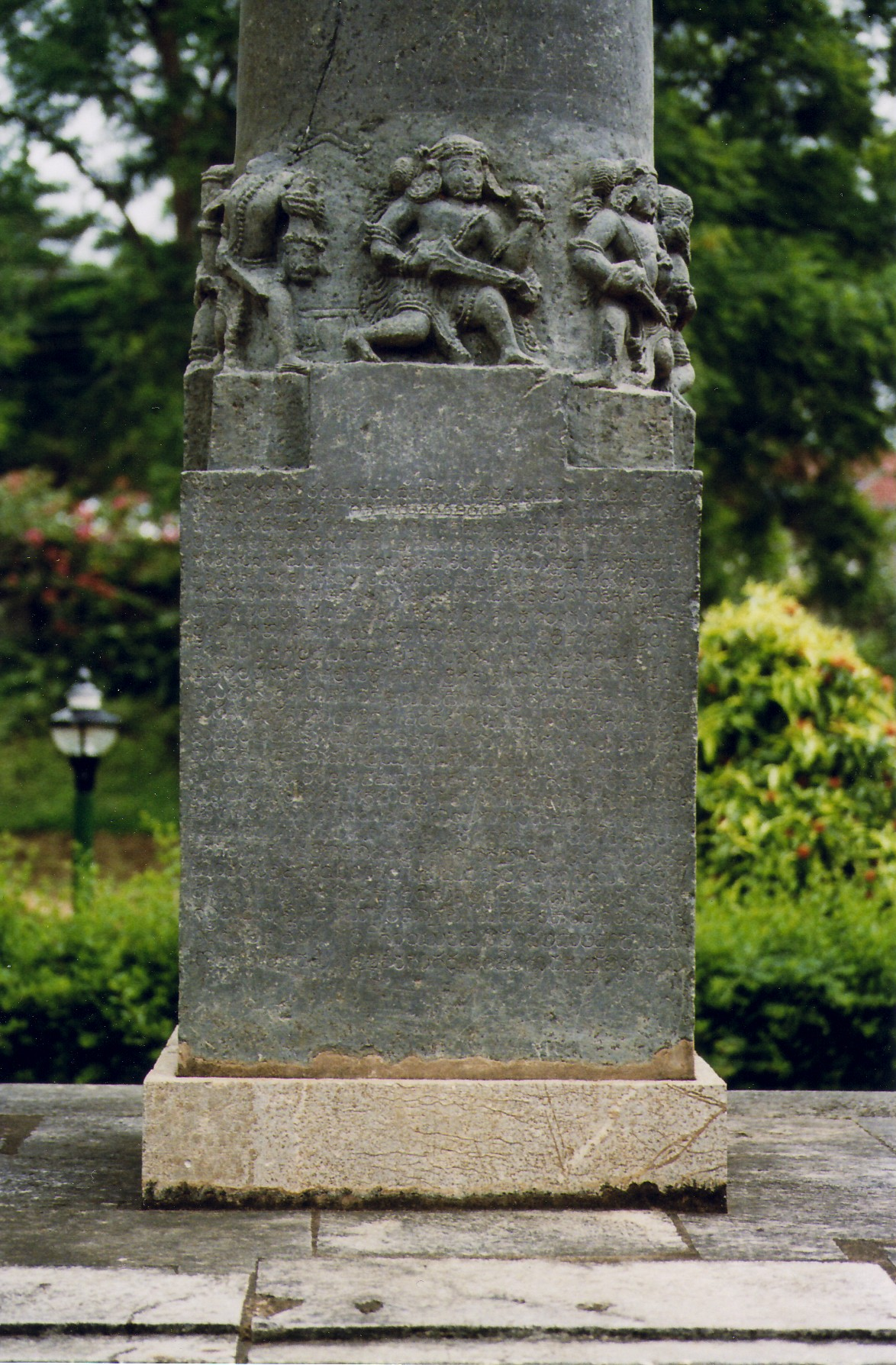
Pilier

## Sources
- Art de l'Inde, diversité et spiritualité, par Anne-Marie Loth